# MacOS Mojave
macOS Mojave (version 10.14) est la quinzième version majeure du système d'exploitation macOS d'Apple destiné aux ordinateurs Macintosh. C'est le successeur de macOS High Sierra, il a été annoncé à la WWDC 2018, le 4 juin 2018,. Il apporte plusieurs applications jusqu’alors présentes uniquement sur iOS, comme Apple News, Dictaphone, Bourse et Maison ; cette version introduit un mode sombre et est la dernière version de macOS à supporter les applications 32 bits.
Le nom « Mojave » désigne le désert de Mojave en Californie.
Les versions bêta de macOS Mojave sont disponibles aux membres « Apple Developer Program members », la version bêta publique est disponible depuis le 20 juin 2018. La version finale est sortie le 24 septembre 2018.

## Configuration requise
macOS Mojave nécessite un Mac supportant l'API graphique Metal :
- MacBook : début 2015 ou plus récent ;
- MacBook Pro : mi-2012 ou plus récent ;
- MacBook Air : mi-2012 ou plus récent ;
- Mac mini : fin 2012 ou plus récent ;
- iMac : fin 2012 ou plus récent ;
- iMac Pro : fin 2017 ou plus récent ;
- Mac Pro : fin de 2013 ou plus récent, les modèles mi-2010 et mi-2012 avec un GPU supportant Metal sont aussi compatibles.

## Nouveautés majeures

### Système

#### Dépréciation d'OpenGL et OpenCL
Les applications reposant sur OpenGL et OpenCL continueront à s'exécuter dans macOS 10.14, mais ces technologies sont déconseillées. Les jeux et les applications nécessitant des ressources graphiques importantes et qui utilisent OpenGL devraient maintenant utiliser Metal. De même, les applications qui utilisent OpenCL pour les tâches de calcul doivent maintenant adopter Metal et Metal Performance Shaders.

#### APFS
L’APFS, le nouveau système de fichier d’Apple introduit dans macOS High Sierra, est maintenant étendu aux Mac disposant d’un Fusion Drive ou d’un disque dur.

### Nouvelles fonctionnalités

#### Mode sombre
Les utilisateurs de macOS Mojave peuvent basculer en Mode sombre pour assombrir l'interface générale du système. Ce mode sombre est intégré dans les applications Mail, Messages, Plans, Calendrier, Photos… Une API est disponible afin de permettre aux développeurs d’intégrer ce mode dans leurs applications. Les couleurs des menus peuvent aussi être modifiées.

#### Bureau dynamique
macOS Mojave est doté d'un nouveau Bureau dynamique qui change automatiquement le fond d'écran pour correspondre à l'heure de la journée.

#### Bureau et Finder
Les Piles ont pour vocation d'organiser les bureaux encombrés automatiquement en créant des groupes de fichiers par type. Les utilisateurs peuvent personnaliser leur tri basé sur d'autres attributs de fichier, tels que la date et tags. Le Finder reçoit également une mise à jour, en ajoutant une vue Galerie (en remplaçant Cover Flow) qui permet aux utilisateurs de parcourir les fichiers visuellement. Le volet de visualisation affiche maintenant toutes les métadonnées d’un fichier, en bas de celui-ci on trouve trois raccourcis personnalisables les actions rapides qui permettent de modifier rapidement un document dans le Finder. Autre nouveauté, dans Coup d’œil, les outils d’annotations sont maintenant disponibles.

#### Captures d'écrans
Les captures d’écrans sont enrichies, comme sur iOS 11, on peut maintenant les modifier et les partager directement.

#### Nouvelles applications
Quatre nouvelles applications (News (uniquement aux États-Unis), Bourse, Dictaphone et Maison) sont incluses sur macOS Mojave, directement portés depuis iOS grâce à une nouvelle méthode qui sera proposée aux développeurs tiers pour porter des applications iOS sur macOS en 2019.
Avec Maison, les utilisateurs Mac peuvent contrôler leurs équipements HomeKit et autres accessoires capables de faire des choses comme éteindre les lumières ou ajuster les réglages du thermostat. Dictaphone permet aux utilisateurs d’enregistrer des notes personnelles, des conférences, des réunions, des entretiens et des idées de chansons, et d’y accéder depuis un iPhone, un iPad ou un Mac. L’app Bourse offre des nouvelles des marchés, ainsi qu'une liste de surveillance personnalisée de valeurs.

#### FaceTime
FaceTime en groupe permet aux utilisateurs de passer des appels FaceTime avec jusqu'à 32 personnes en même temps (à condition d’utiliser iOS 12), en vidéo ou audio à partir d’un iPhone, iPad, iPod touch ou Mac, ou audio à partir de l'Apple Watch ou de l'HomePod. Des participants peuvent se joindre en cours de conversation.

#### Mac App Store
Dans macOS Mojave, le Mac App Store obtient un nouveau look et un contenu éditorial inspiré de l'App Store d'iOS. Un onglet Découvrir présente les nouvelles applications et nouveautés récentes. Les onglets Créer, Travailler, Jouer et Développer aident les utilisateurs à trouver des applications pour un projet ou un but spécifique. À noter également que les mises à jour logicielles sont maintenant distribuées à partir de l'application Préférences Système et peuvent être automatisées.

### Confidentialité et Sécurité

#### Safari
Safari renforce la Prévention du tracking en bloquant les boutons « j’aime » et « Partager » utilisés par certains réseaux sociaux sur des sites web ne leur appartenant pas dans le but de collecter des données sur les utilisateurs. Safari présente également des informations système simplifiées lorsque les utilisateurs naviguent sur le Web afin de réduire l'empreinte digitale du navigateur,.
Les extensions devront obligatoirement être installées depuis le Mac App Store.
Safari propose une meilleure gestion des mots de passe ainsi que des propositions pour les renforcer.

#### Confidentialité
Les applications devront dorénavant obtenir l’autorisation de l’utilisateur avant d’utiliser la caméra, le microphone, la localisation ou accéder à certaines données personnelles comme l’historique mail.